# Una academia muy austera
Una academia muy austera es la quinta novela de la serie Una serie de eventos desafortunados por Lemony Snicket.

## Argumento
El libro comienza con los huérfanos Baudelaire y el Sr. Poe en el patio, fuera de la escuela, Academia preparatoria Prufrock (prepa Prufrock. abreviado). Los Baudelaires conocieron a Carmelita Polainas, una niña grosera que apoda a los Baudelaire "cakesniffers" (zampabollos). El Sr. Poe ordena a los niños que se dirijan a la oficina del Subdirector Nerón. En el camino, descubren el lema de la escuela: Memento Mori (Recuerda que morirás).
Pronto se encuentran con el Subdirector Nerón. Les explica las reglas de la Prepa Prufrock y les dice que su avanzado sistema computalizado mantendrá al Conde Olaf alejado. También les habla sobre los lindos dormitorios que tendrían, sólo si tuvieran permiso de los padres, y como no es el caso duermen en un sucio cobertizo (conocido también como el cobertizo huérfano). Nerón se considera a sí mismo como un genio y cree que sabe tocar bien el violín pero de hecho es nada inteligente, es arrogante y para nada sabe tocar el violín.
Descubren que el cobertizo incluye cangrejos rastreros, hongos goteantes y un horrible papel tapiz en la pared (verde con corazones rosas). Después los huérfanos van al almuerzo, donde dos mujeres con máscaras de metal sirven su comida. Carmelita Polainas se burla de ellos otra vez mientras ellos intentan sentarse en una mesa. De alguna forma son rescatados por Duncan e Isadora Quagmire. Los Quagmire hablan de sí mismos y de que se encuentran en una situación similar a la de los Baudelaire. Son trillizos, pero su hermano, Quigley Quagmire, murió en un incendio junto con sus padres. A ellos también les dejaron una enorme fortuna en zafiros. Duncan desea ser periodista, e Isadora es una poeta competente (particularmente poemas en forma de dístico). Ambos tienen cuadernos, que frecuentemente usan, y se convierten en buenos amigos de los Baudelaire.
El profesor de Violet, el Sr. Remora, es un hombre que cuenta historias cortas y aburridas mientras come plátanos, y los niños toman nota. La profesora de Klaus, La Sra. Bass, tiene una obsesión irritante con el sistema métrico. Hace que sus estudiante midan objetos incontables, después escribe las medidas en el pizarrón. Como la Prepa Prufrock no tiene guarderías, Sunny trabaja como la secretaria de Nerón.
Después son presentados con el entrenador Genghis. Los Baudelaire inmediatamente reconocen que es el Conde Olaf disfrazado, pero fingen no reconocerlo. Él hace una observación inusual diciendo que los huérfanos tienen piernas fuertes. Más tarde todos corren al auditorio a escuchar el concierto diario del Subdirector Nerón, donde son forzados, junto con el resto de la escuela, a escucharlo tocar el violín. En el concierto, los Baudelaire deciden que al día siguiente irán a la oficina del Subdirector Nerón y desmentirán la indirecta de Olaf.
Sin embargo, cuando intentan hacerlo, el Conde Olaf entra. Los Baudelaire no desean ser descubiertos así que en broma intenta desenmascararlo, pero Olaf los evita.
En el almuerzo Carmelita Polainas les envía un mensaje a los Baudelaire de que deben encontrarse con el entrenador Genghis en el césped delantero por la tarde un poco antes de que anochezca. Olaf los fuerza a pintar un círculo, y corren algo llamado en siglas Prácticas de Huérfanos para la Preparación Atlética, o P.H.U.P.A. (phupa, que se lee como pupa, es decir, daño o herida). En inglés es S.O.R.E. (llaga, herida), Special Orphan Running Exercises, que significa algo así como "El Ejercicio de correr para huérfano especial"). Tienen que correr alrededor del círculo luminoso por la noche durante nueve días. Conforme los Baudelaire daban cada vuelta, se cansaban más, y el siguiente día más, y día tras día más, y así sucesivamente. Por consiguiente el cansancio no les permite pasar sus exámenes, ni siquiera poder ser capaces de encontrar algo tan fácil como ambos extremos de una regla métrica, y Sunny, quien Nerón injustamente la ha hecho su asistente administrativa, es incapaz de encontrar grapas.
El Subdirector Nerón les advierte que si siguen reprobando exámenes su nuevo tutor será el entrenador Genghis, y que Sunny será despedida. Les dice que a la mañana siguiente les aplicarán un examen comprensivo extra difícil. También les dice que deben comprarle dulces y pendientes, que siempre exige a los niños que se portan mal. Para ayudar a estudiar a los Baudelaire, los Quagmire se visten como los Baudelaire y a una bolsa de harina como Sunny para así poder correr S.O.R.E. vueltas y los Baudelaire puedan estudiar y hacer grapas. Los Quagmire dejan sus cuadernos a Violet y Klaus para que puedan estudiar, sus cuadernos son conocidos como cuadernos comunes. Mientras que Violet hace grapas Klaus estudia los cuadernos.
La siguiente mañana el Subdirector Nerón y los dos profesores (el Sr. Remora y la Sra. Bass) entran al cobertizo huérfano. Les aplican exámenes a Violet y Klaus, y le dan a Sunny un montón de hojas de papel para que engrape. Después llega el entrenador Genghis. Mientras intentaba golpearla descubrió que la bebé en realidad era una bolsa de harina, y como resultado desenmascaró los disfraces de los Quagmire, y los mando a cumplir otra tarea. Los huérfanos, incapaces de mantenerlo más, intentaron revelar que el entrenador Genghis era en realidad el Conde Olaf. Mientras pasaba todo eso, el Sr. Poe llegó a entregar los dulces y pendientes. El Subdirector Nerón le cuenta que los huérfanos son unos tramposos y anuncia que los Baudelaire van a ser expulsados.
Ellos le dicen al Sr. Poe sobre el Conde Olaf y el Conde Olaf se rinde. Sale corriendo del cobertizo y mientras los huérfanos miran bajo el arco, miran al conde secuestrando a los Quagmire. Miran a las dos mujeres con polvo blanco en el rostro empujando a los Quagmire dentro del coche. La historia termina cuando los Baudelaire desenmascaran al Conde Olaf pero se las arregla para escapar con los Quagmire. Las dos mujeres con máscaras de metal al quitárselas descubrieron que en realidad eran las ayudantes del Conde Olaf junto a los demás secuases los cuales estaban en el coche. Ellas empujaron a los Quagmire en el viejo coche y justo antes de que cerraran la puerta, antes de que se los llevaran, Duncan le grita a los Baudelaire "¡Busquen en los cuadernos! ¡V.F.D.!". Los huérfanos fueron llevados a otro lugar en busca de otro tutor.
- Datos: Q1990737